# Nora Miao
 (avril 2012).
Si vous disposez d'ouvrages ou d'articles de référence ou si vous connaissez des sites web de qualité traitant du thème abordé ici, merci de compléter l'article en donnant les références utiles à sa vérifiabilité et en les liant à la section « Notes et références ».
Nora Miao (苗可秀) est une actrice hongkongaise née le 8 février 1952 à Hong Kong, ayant été l'une des stars féminines des débuts de la Golden Harvest.

## Biographie
Elle tourne dans le premier film des studios, The Invincible Eight, puis est la vedette de deux films de sabre avant de participer aux premiers films mettant en scène Bruce Lee, en tant que second rôle.
Remarquée par Bruce Lee lui-même lors du tournage de Big Boss en 1970, le rôle de sa fiancée lui est proposé dans La fureur de vaincre (Fist of Fury) en 1971. Elle enchaîne ensuite avec La fureur du Dragon (The Way of the Dragon) en 1972. Amie et covedette de Bruce Lee, elle n'est cependant pas réapparue dans ses deux derniers films. Nora Miao devait jouer la sœur de Bruce Lee dans le film Le Jeu de la mort (Game of Death) tourné en septembre 1972, mais le nouveau projet Opération Dragon vint perturber le planning et le film fut alors reporté au 20 septembre 1973.
Bruce lee mourut le 20 juillet 1973 et Le Jeu de la mort resta inachevé jusqu'à la reprise du film en 1977 par Robert Clouse qui changea complètement le scénario initial de Bruce Lee. Nora Miao ne fut pas engagée dans le casting de cette nouvelle version.
Après la mort de Lee, Nora Miao apparait dans plusieurs films de Bruceploitation, mais aussi d'autres genres.
À partir des années 1990 elle poursuit une carrière de présentatrice à la télévision puis à la radio au Canada.

## Filmographie
- 1971 : The Invincible Eight
- 1971 : The Blade Spares None (en)
- 1971 : The Comet Strikes (en)
- 1971 : The Big Boss
- 1972 : Story of Daisy
- 1972 : La Fureur de vaincre
- 1972 : La Fureur du dragon
- 1973 : Tokyo-Seoul-Bangkok Drug Triangle
- 1973 : The Devil's Treasure
- 1973 : Bruce Lee : The Man And The Legend
- 1974 : Naughty! Naughty! (en)
- 1974 : The Skyhawk
- 1975 : Money Is Everything
- 1975 : The Obsessed (film, 1975)
- 1975 : The Changing Clouds
- 1976 : Bruce's Deadly Fingers
- 1976 : La Nouvelle Fureur de vaincre
- 1976 : Bruce Lee, The Legend
- 1977 : To Kill a Jaguar
- 1977 : Le Complot des Clans
- 1977 : Men of the Hour
- 1977 : The Kung Fu Kid
- 1978 : Le Magnifique (Snake and Crane Arts of Shaolin)
- 1978 : Showdown at the Equator
- 1979 : The Dream Sword
- 1979 : The Handcuff
- 1979 : Le Poing de la vengeance
- 1980 : Mask of Vengeance
- 1980 : Sakyamuni Buddha
- 1981 : The Last Duel
- 1981 : The Flower, the Killer
- 1981 : Beauty Escort
- 1982 : My Blade, My Life
- 1990 : Toronto Banana Gal
- 1996 : How to Meet the Lucky Stars
- 2000 : Bruce Lee: A Warrior's Journey
- 2008 : Run Papa Run
- 2010 : Merry-Go-Round
- 2017 : Dealer/Healer
- 2019 : Mak lo yan